# 마르크스주의 여성주의

마르크스주의적 여성주의(Marxist feminism)는 여성에 대한 억압이 자본주의와 사유재산의 체제에서 비롯된다고 설명하는 여성주의 분파이다. 마르크스주의 여성주의에서는 여성의 해방은 여성의 노동을 보장하지 않는 자본주의 사회를 전복시키는 것으로써 실현된다.

## 이론적 배경
카를 마르크스와 프리드리히 엥겔스가 1848년 공저한 《공산당 선언》과 마르크스의 1859년 저서 《정치경제학 비판을 위하여》는 자본주의와 사회적 억압의 관계에 관한 초기 담론 기초를 형성했다. 마르크스는 인간의 삶과 경험에 영향을 미치는 총체적 원인을 경제체제구조에서 찾는 자신의 이론과 방법론을 역사적 유물론이라고 명명했다. 역사적 유물론은 사회의 하부구조를 결정하는 데 있어 경제와 기술의 역할을 매우 강조한다. 하부구조는 기득권층의 이익을 증진시키는 각종 체제와 기구로 구성되어 있으며, 대개 노동계급을 착취함으로써 비용을 충당한다. 마르크스는 지배계급이 자신들의 필요 또는 기득권 유지를 위해 마련한 이러한 체제는 계급투쟁을 증대시키는 결과를 낳는다고 주장했다. 그러면서 마르크스는 피지배계급의 조직적 집단적 행동이 새로운 지배계급을 형성할 수 있는 잠재력을 긍정했다. 블라디미르 레닌은 1917년 《국가와 혁명》에서 그 잠재력을 재차 긍정하며, 노동계급의 혁명 과정에서는 전위당에 의한 사회주의적 의식화가 필수적이라고 주장했다.
1884년, 엥겔스는 《가족, 사유재산, 국가의 기원》을 출판했다. 엥겔스는 이 저서에서 봉건주의에서 토지의 개인소유로의 전환이 여성의 지위에 큰 영향을 미쳤다고 주장했다. 토지가 개인소유되는 체제에서는 토지를 비롯한 다른 생산수단을 소유하지 못한 사람들은 과거 봉건주의 체제의 노예와 같은 신세로 전락하게 된다. 그들은 개인소유 체제에서 살아남김 위해 토지 소유자를 위한 노동을 해야만한다. 엥겔스는 이러한 경제구조의 전환 결과 공공영역과 개인영역의 분리가 탄생했으며 임노동 기회의 불균형이 발생했다고 설명한다.
엥겔스는 여성의 예속은 여성의 생물학적 기질 때문이 아니라 사회적 관계에 의한 것이며, 여성의 노동력과 성적 기능을 제어하기 위한 남성의 수요가 제도화된 것이 핵가족이라고 주장했다. 마르크스주의의 유물사관에 따라 엥겔스는 처녀성과 성적 순결에 대한 집착, 간통한 여성에 대한 차별과 폭력, 여성에게 강요되는 남편에 대한 복종 등의 광범위한 여성의 성에 관한 도덕관들을 분석한다. 그리고 엥겔스는 이러한 현상들이 가부장의 배타적 사유재산 소유에 원인이 있다고 진단하고, 이는 자신의 재산을 자신의 친자식에게 상속하고자 하는 욕망과 수반된다. 순결과 정절은 재산을 소유한 남성이 여성의 성적 재생산 능력에 배타적으로 독점접근할 수 있음을 보장하기에 장려된다.
그렇기에 성별 억압은 계급 억압과 밀점한 관련이 있으며, 남성과 여성 사이의 관계는 부르주아와 프롤레타리아 사이의 관계와 유사하다. 이런 맥락에서 여성의 순종은 자본과 지배계급의 이해를 만족시키기에 계급 억압으로 기능하고, 유지된다. 자본주의는 남성과 여성을 구분하고, 자본주의 체제에 상대적으로 적응한 일부 남성 노동자에게 특혜를 주어 그들의 지지를 담보한다. 그리고 주로 여성에게 떠맡겨지는 가사노동에 대한 비용 미지불이 합법화된다.

## 생산노동과 재생산노동
자본주의 체제에서는 두 가지 종류의 노동이 존재하는데, 이 노동의 분리는 마거릿 벤스턴, 페기 모턴 등의 마르크스주의 여성주의자들에게 비판받는다. 첫 번째 노동은 생산노동으로서, 생산노동이라 함은 자본주의 체제에서의 금전적 가치를 가진 재화와 용역을 만들어내는 노동이며, 그 노동은 임금의 형태로 지불된다. 두 번째 노동형태는 재생산노동으로서, 개인적 권역에서 이루어지며 임금을 받고자 하는 목적 이외의 모든 노동(i.e. 청소, 요리, 보육 등)이 포함된다. 생산노동과 재생산노동은 모두 필수적인 노동이나, 성별에 따라 각 노동에 접근할 수 있는 기회에 차등이 존재한다. 여성은 주로 재생산노동에 종사하며, 때문에 임금을 받지 못하고 자본주의 체제에서 인정받지 못한다. 공적 기관이나 사적 기관 모두 여성노동을 착취하는 것을 노동력 유지의 값싼 방법으로 이용하는 것을 최대 관심사로 삼는다. 핵가족에서 가사노동은 거의 전적으로 여성에게 부여되며, 여성은 다른 가족 구성원들의 재생산노동을 대신 수행함으로써 그들이 재생산노동에서 해방되도록 한다. 마르크스주의 여성주의자들은 생산노동에서의 여성의 배제는 공적 영역과 사적 영역 양면에서의 남성의 우위로 연결된다고 주장한다.

## 운동과 성과
마르크스주의 여성주의의 전투적 성격은 사회 변화를 촉진하기 위해 마르크스주의 여성주의자들이 직접 행동에 나서도록 하였다. 그들의 주장 중 일부 논쟁적 부분은 비판의 대상이 되기도 하지만, 마르크스주의 여성주의자들은 자본주의에 도전하여 새로운 담론을 개척하고 여성의 지위를 조명하였다. 이들은 여러 가지 방법으로 자본주의 패권에 맞서 투쟁하였고, 이는 그들이 생각한 여성해방을 위한 최선의 방법을 반영한 것이었다.

### '가사노동' 개념의 발견
'가사노동'은 근대의 산물일 뿐 초역사적인 것은 아니다. 마르크스주의 여성주의의 최대의 이론적 공헌은 '가사노동(domestic labor)' 개념의 발견이다.

### 가사노동의 임금지불
여성의 생산노동에서의 배제를 여성 억압의 가장 중요한 원인 중 하나로 진단하는 고로, 마르크스주의 여성주의자들은 가사노동을 자본주의 임금경제 안에 포함시키도록 하는 운동을 전개했다. 임금이 지불되는 재생산노동을 만들자는 생각은 여성억압이 사적권역에의 안주 강요에서 비롯된다고 주장한 샬럿 퍼킨스 길먼의 글(1898)에서도 확인할 수 있다. 길먼은 여성의 노동이 공적 권역으로 이동하고, 인정받고, 가치가 매겨짐으로써 여성의 지위가 진보될 것이라고 제안했다.
이 생각에 기반한 가장 영향력 있는 운동은 1972년 이탈리아에서 시작된 국제가사노동임금운동일 것이다. 여기에 참여한 사람으로는 셀마 제임스, 마리아로사 달라 코스타, 브리짓 갈티에, 실비아 페데리치 등이 있다. 이들은 학술적 분야와 공공 대중 분야에서 자신들의 메시지를 촉진시키기 위한 다양한 작업물을 간행했다. 운동은 이탈리아의 소규모 집단에서 시작하였으나, 국제적 운동으로 조직화되는 데 성공했다. 페데리치의 도움으로 뉴욕 브루클린에 미국 지부가 설립되었다. 하이디 하르트만이 인정하였듯이(1981), 이 운동은 결론적으로 성공을 거두지는 못했으나, 가사노동의 가치와 경제에 미치는 관계에 관한 중요한 담론을 개척했음에 그 의미가 있다.

### 자유주의 여성주의에 대한 공격
미국의 마더 존스, 독일의 클라라 체트킨, 러시아의 알렉산드라 콜론타이 등은 자유주의 여성주의가 현재의 계급상태를 고착화시키는 "부르주아 여성주의"라고 생각하고 이에 반대했다. 그들은 상류계급 여성은 노동계급의 투쟁을 절대 이해할 수 없을 것이며, 모든 여성이 경제적 불평등을 초월하여 하나로 단결할 수 있는 가능성 따위는 없다고 단언한다.
| “ | 도대체 무슨 이유로 …… 여성 노동자가 부르주아 여성주의자와의 연합을 추구해야 하는가? 그러한 연합을 구축한 결과 진실로 이득을 보게 되는 위치에 있는 것은 누구인가? 여성 노동자가 아니라는 것만은 확실하다. | ” |
|   | — 알렉산드라 콜론타이, 1909년 |   |

콜론타이 등은 자유주의 여성주의가 노동계급의 현실 개선을 추구하는 마르크스주의의 노력을 약화시킬 것이라고 생각했고, 마르크스주의자들은 사회주의 혁명을 통해 보다 급진적인 정책으로 여성해방을 추구하는데, 특히 여성의 노동에 방점을 두고 혁명 이후 여성의 상황을 실질적으로 개선시키는 것을 중요시했다.
여성 참정권 요구, 각종 문화적 사회적 차별에 대한 저항 등은 중산층 이상 남성과 경제적으로 동등하지만 문화적 사회적으로는 불평등한 중산층 이상 여성의 이해관계를 위한 것이며, 콜론타이에 의하면 이러한 사실은 여성 참정권 요구가 노동계급 여성에게까지 혜택이 돌아가는 여성의 보통선거권으로 이어지지 못했음에 의해 증거된다. 심지어 마더 존스는 여성주의가 계급운동을 저해할 수 있는 유한여성들의 말잔치라고 비판하며 여성 참정권 운동도 반대했다. 존스는 콜로라도 주에서 여성 투표권이 생겼음에도 노동 폭력을 막는데는 하나도 기여하지 못했음을 지적하고, 1925년 여성 투표권이 제정된 뒤에는 이것을 “금권재벌(plutocrats) 여성의 조직화”라고 했다.
물론 이들 좌익 여성들이 등이 중산층 이상 여성들이 자신들의 이해관계를 위하여 남성에 대해 투쟁하는 것 자체를 부정하는 것은 아니다. 그러나 그들은 노동계급 여성은 중산층 이상 여성이 그러는 것처럼 남성을 적대하는 투쟁을 할 수 없으며, 오히려 노동계급 남성과의 연대를 추구해야 한다고 보았다.
러시아 혁명 이후 소련에서 콜론타이는 레닌 및 트로츠키의 비호 아래 법적 제도적  성평등을 추진했다. 낙태와 동성애가 완전 비범죄화되고, 사생아에게도 친자와 동일한 권리가 주어졌다. 여성을 숙련 노동자로 끌어내기 위해 가사노동의 공공화가 시도되었다. 레닌은 이러한 성과를 과거 어떠한 자본주의 민주국가에서도 이룬 바 없는 업적이라고 자평했다. 그러나 레닌이 사망한 뒤 트로츠키가 실각하고 스탈린이 집권하면서 이 모든 정책은 폐기되었고, 소련의 성정치는 러시아 제국 시절 수준으로 후퇴한다.

## 같이 보기
- 아나카 페미니즘
- 여성주의 경제학
- 유물여성주의
- 신마르크스주의
- 사회주의적 여성주의
- 자유주의 여성주의
- 급진적 여성주의
- 시몬 드 보부아르
- 크리스틴 델피
- 우에노 지즈코
- 무정부 여성주의
- 상호교차성